# Karl (Hessen-Wanfried)
Karl (Carl) von Hessen-Wanfried (* 19. Juli 1649 auf Burg Rheinfels; † 3. März 1711 in Langenschwalbach) war Landgraf von Hessen-Wanfried. Er war der zweite Sohn des Landgrafen Ernst von Hessen-Rheinfels-Rotenburg und der Maria Eleonore von Solms-Hohensolms.

## Leben
Als Karl von Hessen-Rheinfels-Rotenburg nach Erbauseinandersetzungen in der „Rotenburger Quart“ 1676 die ehemalige Teil-Landgrafschaft Hessen-Eschwege erhielt, zog er nach Wanfried und begründete damit die katholische Linie Hessen-Wanfried. Er baute das Wanfrieder Schloss zu seiner Residenz aus, denn das Residenzschloss in Eschwege war seit 1667 an Braunschweig-Bevern verpfändet.
Karl war in erster Ehe vermählt mit Sophie Magdalene, einer Tochter des Grafen Erich Adolf von Salm-Reifferscheidt und dessen Frau Magdalene. Sophie Magdalene verstarb 1675 auf einer Reise nach Venedig. Karl heiratete danach, am 4. Juni 1678, Alexandrine Juliane, Tochter des Grafen Enrico von Leiningen-Dagsburg und Witwe des Landgrafen Georg III. von Hessen-Darmstadt zu Itter. Sie starb am 19. April 1703 und wurde in der Familiengruft auf dem Hülfensberg bei Wanfried beigesetzt.

## Tod und Erben
Karl starb 1711 und wurde von seinem Sohn Wilhelm als Landgraf von Hessen-Wanfried beerbt. Nach dessen Tod 1731 folgte ihm sein Halbbruder Christian, der 1755 kinderlos starb und damit die vom Vater begründete Linie Hessen-Wanfried beendete.

## Nachkommen
Aus der Ehe mit Sophie Magdalene
- Karl, Ernst Adolf (* 8. Oktober 1669, † 15. Dezember 1669)
- Maria Eleonora Anna (* 13. Oktober 1670, † 10. Februar 1671)
- Wilhelm der Jüngere (* 25. August 1671 in Langenschwalbach, † 1. April 1731 in Paris und dort beigesetzt), Landgraf von Hessen-Wanfried-(Rheinfels)
- Friedrich, (* 17. Mai 1673, † 25. Oktober 1692), Domherr in Köln, verstarb während eines Besuchs beim Bischofs von Raab in Ungarn
- Philipp (* 12. Juni 1674, † 28. August 1694 in Cambiano bei Turin)

Aus der Ehe mit Alexandrine Juliane
- Charlotte Amalie (* 8. März 1679 in Wanfried, † 18. Februar 1722 in Paris)

⚭ 26. September 1694 in Köln Franz II. Rákóczi (* 27. März 1676; † 8. April 1735), Fürst von Siebenbürgen
- Ernst (* 20. April 1680 in Wanfried, † 24. Juni 1680 ebenda), begraben auf dem Hülfensberg
- Sophie Leopoldine (* 17. Juli 1681 in Wanfried, † 18. April 1724 in Wetzlar), heiratete 1700 Graf Philipp Karl zu Hohenlohe-Bartenstein (1668–1729)
- Karl Alexander (* 6. November 1683 in Wanfried, † 1. Februar 1684 in Boppard)
- Maria Anna Johanna (* 8. Januar 1685 in Wanfried, † 11. Juni 1764 in Erfurt) ⚭ Daniel von Ingenheim (1666–1723), ihre Tochter Maria Caroline Charlotte von Ingenheim wurde Geliebte des Kaisers Karl Albrecht VII. und Stammmutter des  Adelsgeschlechts Holnstein
- Maria Theresia Elisabeth Josepha (* 5. April 1687, † 9. September 1689)
- Christina Franziska Polyxena (* 23. Mai 1688 in Wanfried, † 17. Juli 1728 in Kleinheubach)

⚭ 28. Februar 1712 Fürst Dominik Marquard zu Löwenstein-Wertheim-Rochefort (1690–1735)
- Christian (* 17. Juli 1689 in Wanfried, † 21. Oktober 1755 in Eschwege), letzter Landgraf von Hessen-Wanfried-(Eschwege) und Hessen-Rheinfels
- Juliane Elisabeth Anna Luise (* 20. Oktober 1690 in Wanfried, † 13. Juli 1724 in Styrum)

⚭ 6. Januar 1718 in Wanfried Graf Christian Otto von Limburg-Styrum (* 25. März 1694; † 24. Februar 1749)
- Maria (* 31. August 1693)
- Eleonora Bernardina (* 21. Februar 1695; † 14. August 1768 in Frankfurt) ⚭ Juni 1717 Graf Hermann Friedrich von Bentheim (1693–1731)